# Sunny Afternoon
Sunny Afternoon ist ein Lied der britischen Rockband The Kinks, das im Juni 1966 erschien.

## Entstehung
Seit Juni 1965 war Ray Davies der Auffassung, das Management der Gruppe und der Musikverlag "Ed Kassner Music" würden mehr an den Kinks verdienen als die Gruppe selbst. Daraufhin hatte er im November 1965 einen Vertrag mit dem Musikverlag Belinda Music Ltd. unterschrieben, obwohl er noch rechtswirksam mit Ed Kassner Music verbunden war. Die Verlagsrechte an Sunny Afternoon wurden von Belinda, einer dem amerikanischen Musikverleger Freddy Bienstock gehörenden Gesellschaft, wahrgenommen. Diese verklagte ihn wegen Vertragsbruchs, sodass seine Autorentantiemen zunächst auf ein Treuhandkonto flossen, wo sie bis zur Beendigung des Rechtsstreits im November 1970 gesperrt blieben. Dann wurden am 2. September 1965 Dokumente dem Gericht eingereicht, die letztlich zur Beendigung des Managervertrages mit Larry Page führten. Am 10. November 1965 erreichte Kassner Music ein gerichtliches Verbot für das am 27. November 1965 zur Veröffentlichung vorgesehene  Till the End of the Day. Pye Records entschloss sich kurzfristig, die Single entgegen dem Urteil sogar am 19. November 1965 zu veröffentlichen. Am 5. Juni 1967 beendete ein Gerichtsurteil im Prozess Denmark Productions gegen Boscobel Productions den Managementvertrag mit den Kinks. Parallel lief eine Klage von Ray Davies gegen seinen Musikverlag Ed Kassner Music wegen zu geringer Autorentantiemen.
Diese Anhäufung von Rechtsstreitigkeiten, das intensive Tourneeprogramm und der auf Ray Davies als Komponist lastende hohe Druck führten bei ihm zu einem Nervenzusammenbruch Anfang März 1966, der ihn sogar ab 7. März 1966 bettlägerig machte. Bei der anstehenden Belgien- und Frankreich-Tournee (letztere begann am 17. März 1966) wurde Ray Davies durch Mick Grace ersetzt. Während seiner Zwangspause schrieb er zwei Songs, I’m Not Like Everybody Else und Sunny Afternoon. Trotz der nervlichen Probleme befand sich Davies in seiner produktivsten und textlich markantesten Phase.
Sunny Afternoon wurde morgens schnell während einer stimmungsvollen Session mit dem vielgefragten Sessionmusiker Nicky Hopkins am Piano und an einer Hohner-Melodica beim Solopart komplettiert. Während Ray Davies am Klavier seine Komposition abrundete, meinte Produzent Shel Talmy zu Nicky Hopkins: „Mach‘ genau das, was Ray macht“; am nächsten Morgen, dem 13. Mai 1966 im Pye-Tonstudio #2, spielte Hopkins bei zwei oder drei Takes den Pianopart perfekt. Durch die von der Melodica getragene Melodie wird der Song letztlich zum Ohrwurm.
Der satirische Text handelt von einem reichen jungen Mann des Establishments, der die Steuerpolitik der Regierung beklagt, weil ihm das Finanzamt das gesamte Vermögen konfisziert und ihm nur sein Herrenhaus übrig gelassen habe. Er könne nicht mehr mit seiner Yacht segeln, seine Freundin sei mit seinem Wagen durchgebrannt und erzähle ihren Eltern Geschichten über Saufgelage und Grausamkeiten. Im Refrain wünscht er, von dieser Geldnot befreit zu werden, denn er habe eine mächtige Mutter, die nur darauf warte, ihn kleinzukriegen. Der überwiegend negative Texteindruck wird durch den Refrain wieder ausgeglichen, denn der vermeintlich so geplagte Protagonist lebt dennoch ein Luxusleben und genießt es, an einem sonnigen Nachmittag faulenzend am eiskalten Bier zu schlürfen: Sunny Afternoon gilt als das ironische Meisterstück der Kinks.

## Veröffentlichung
Die Erstveröffentlichung von Sunny Afternoon erfolgte als Single am 3. Juni 1966 bei Pye Records. Diese erschien als 7″-Single mit der B-Seite I’m Not Like Everybody Else (Katalognummer: 7N 17125). Im gleichen Jahr erschien auch eine 7″-Single mit der B-Seite Just Can’t Go to Sleep (Katalognummer: GP 3234). Am 28. Oktober desselben Jahres erschien das Lied als Teil von Face to Face (Katalognummer: NPL 18149), dem vierten Studioalbum der Kinks.

## Kommerzieller Erfolg

### Chartplatzierungen
Sunny Afternoon avancierte zum Nummer-eins-Hit in den Niederlanden sowie am 7. Juli 1966 im Vereinigten Königreich, wo es Paperback Writer (The Beatles) von der Chartspitze verdrängte.
| ChartsChartplatzierungen       | Höchstplatzierung | Wochen/ Monate |
| ------------------------------ | ----------------- | -------------- |
| Deutschland (GfK)              | 7 (3,5 Mt.)       | 3,5 Mt.        |
| Österreich (Ö3)                | 5 (2 Mt.)         | 2 Mt.          |
| Vereinigte Staaten (Billboard) | 14 (11 Wo.)       | 11 Wo.         |
| Vereinigtes Königreich (OCC)   | 1 (13 Wo.)        | 13 Wo.         |

| ChartsJahrescharts (1966) | Platzierung |
| ------------------------- | ----------- |
| Deutschland (GfK)         | 33          |

### Auszeichnungen für Musikverkäufe
| Land/Region                  | Auszeichnungen für Musikverkäufe (Land/Region, Auszeichnung, Verkäufe) | Verkäufe |
| ---------------------------- | ---------------------------------------------------------------------- | -------- |
| Vereinigtes Königreich (BPI) | Platin                                                                 | 600.000  |
| Insgesamt                    | 1× Platin ·                                                            | 600.000  |

## Coverversionen
Sunny Afternoon wurde nur selten gecovert, Coverinfo zufolge 21 Mal. Darunter befanden sich Versionen von den Stereophonics, den The Standells (1967), Bob Geldof (1992), Jimmy Buffett (1994), Brian Bennett (2000), Haley Reinhart (2017) und Wolfgang Ambros’ deutsche Version Herumlieg’n in der Sunn (2004), sowie Günter Galls plattdeutsche Nachdichtung „Op Sommerdag“ (2006).